# Miss Grand South Africa 2016
Miss Grand South Africa 2016 fue la 2° edición del certamen Miss Grand South Africa que se realizó el 6 de agosto de 2018 en la ciudad de Pretoria, Provincia de Gauteng. En aras de preparar a la ganadora que representará al Sudáfrica en el concurso Miss Grand Internacional 2016. Seis candidatas de toda la Sudáfrica compitieron por el  título nacional. Al final del evento, Magdalena Lenie Pieterse, Miss Grand South Africa 2015, coronó a Caitlin Harty de Provincia de Limpopo, ganadora y sucesora representó a Sudáfrica en Miss Grand Internacional 2016 en Las Vegas, Estados Unidos.
El evento final de la competencia fue organizado por la princesa Zee World Miss Teen Commonwealth South Africa 2016, Mpoentle Plaatjie.

## Resultados

### Colocación
| Posiciones                   | Candidata                   |
| Miss Grand South Africa 2016 | Limpopo – Caitlin Harty     |
| Primera Finalista            | Mpumalanga – Precious Khoza |
| Segunda Finalista            | Gauteng – Thando Tsiane     |

## Final
Los 6 finalistas tuvieron que mostrar su entusiasmo a los jueces a través de varias rondas de ropa tradicional, trajes de baño y trajes de noche. Cada una de las damas tuvo que pronunciar un discurso y expresar sus puntos de vista sobre la causa Miss Grand Internacional, cuyo objetivo es detener las guerras en todo el mundo. Como su desafío final, tuvieron que enfrentar a los jueces y responder a una serie de preguntas que les permitieron a los jueces tomar su decisión final.

## Candidatas
Hay 8 finalistas que compiten por Miss Grand South Africa 2018:
| Proviacia  | Candidata        | E  | A      | Residencia   | R           |
| Limpopo    | Caitlin Harty    | 21 | 1,71 m | Haenertsburg | [ 2 ] [ 3 ] |
| Mpumalanga | Precious Khoza   |    |        |              | [ 1 ]       |
| Gauteng    | Thando Tsiane    |    |        |              | [ 2 ]       |
| Gauteng    | Charmaine Mureyi |    |        | Tembisa      |             |
| - N/A      | Andile Mncube    |    |        |              | [ 5 ]       |
| - N/A      | Nothile Mkhize   |    |        |              | [ 5 ]       |
| - N/A      | Imi Mpakathi     |    |        |              | [ 5 ]       |
| - N/A      | Thobile Ntuli    |    |        |              | [ 5 ]       |